# Месть мертвецов
«Месть мертвецов» (англ. "Shallow Ground") — американский фильм ужасов с элементами триллера 2004 года режиссёра Шелдона Уилсона. Премьера фильма состоялась 24 апреля 2004 года, в России — 28 апреля 2005 года.

## Сюжет
В маленьком городке США закрывают полицейский участок. Двое полицейских в предвкушении отъезда потихоньку собирают вещи, но их покой нарушает появившийся голый парень, с ног до головы в подтёках крови. В участок приезжает шериф Джек Шепард и подозревает парня в убийстве девушки, которое произошло год назад, но так и не было раскрыто. На Шепарде лежит личная вина за это дело — он был на месте преступления, но не смог предотвратить убийства, кроме того на Шепарда «наседает» отец убитой девушки, постоянно требующий найти убийцу. Окровавленного парня помещают в комнату для задержанных, он не даёт никаких показаний, на нём периодически появляются кровавые раны, его рвёт кровью. Кроме того кровь парня течёт в том направлении, в котором ей угодно. Наконец выясняется, что кровь на нём не его, а трёх неизвестных людей, а пальцы его содержат отпечатки трёх людей, пропавших в этой местности за последнее время. Задержанный кровью пишет на стене надписи «Никто не уйдёт» и «Наша судьба — твоя». Потом он неожиданно пропадает.

## В ролях
| Актёр             | Роль          |
| ----------------- | ------------- |
| Патриша Маккормак | Хелен Риди    |
| Маршалл Оллман    | жертва № 3    |
| Тимоти Мёрфи      | Джек Шеппард  |
| Стэн Кирш         | Стюарт Дэмпси |
| Линдси Стоддарт   | Лаура Расселл |
| Роки Маркетт      | парень        |

## Спецэффекты
- Magee FX — грим.